# Muștî, Reșetîlivka
Muștî (în ucraineană Мушти) este un sat în comuna Malîi Bakai din raionul Reșetîlivka, regiunea Poltava, Ucraina.

## Demografie
Componența lingvistică a localității Muștî
     Ucraineană (89,43%)
     Rusă (10,27%)
     Alte limbi (0,3%)
Conform recensământului din 2001, majoritatea populației localității Muștî era vorbitoare de ucraineană (89,43%), existând în minoritate și vorbitori de rusă (10,27%).